# Galina-Gruppe

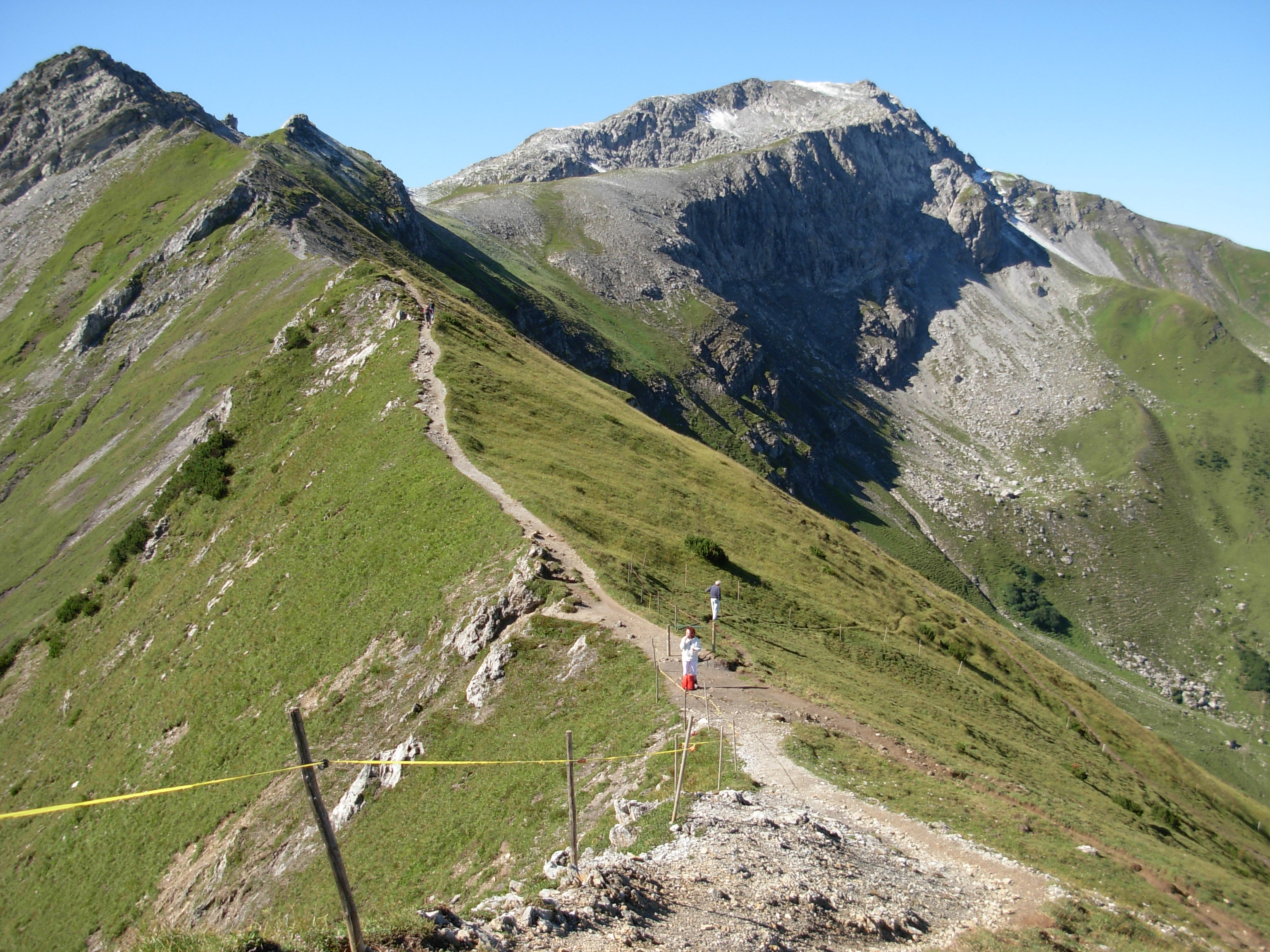
Augstenberg vom Sareiser Joch aus

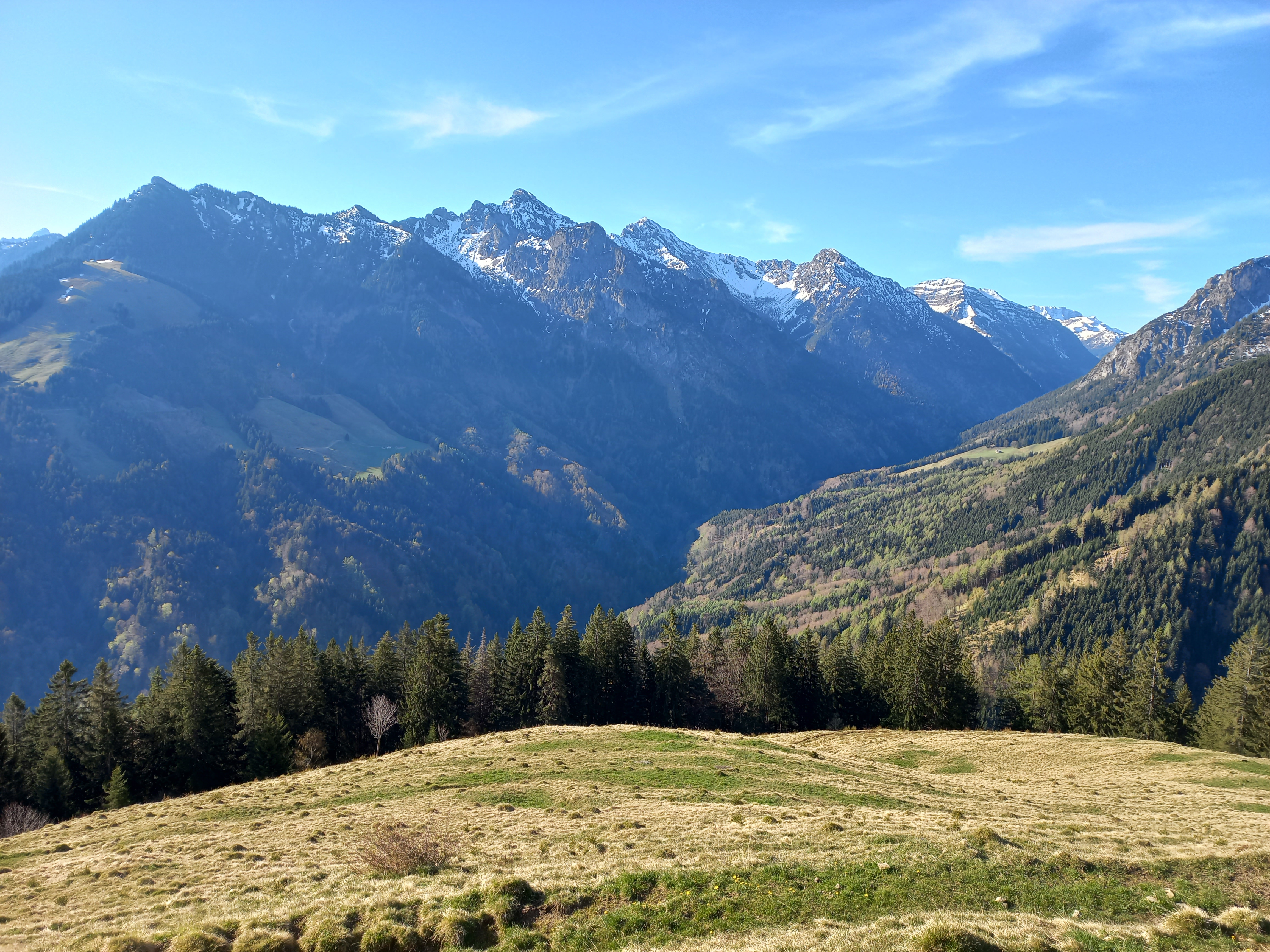
Gurtisspitze und Hohe Köpfe

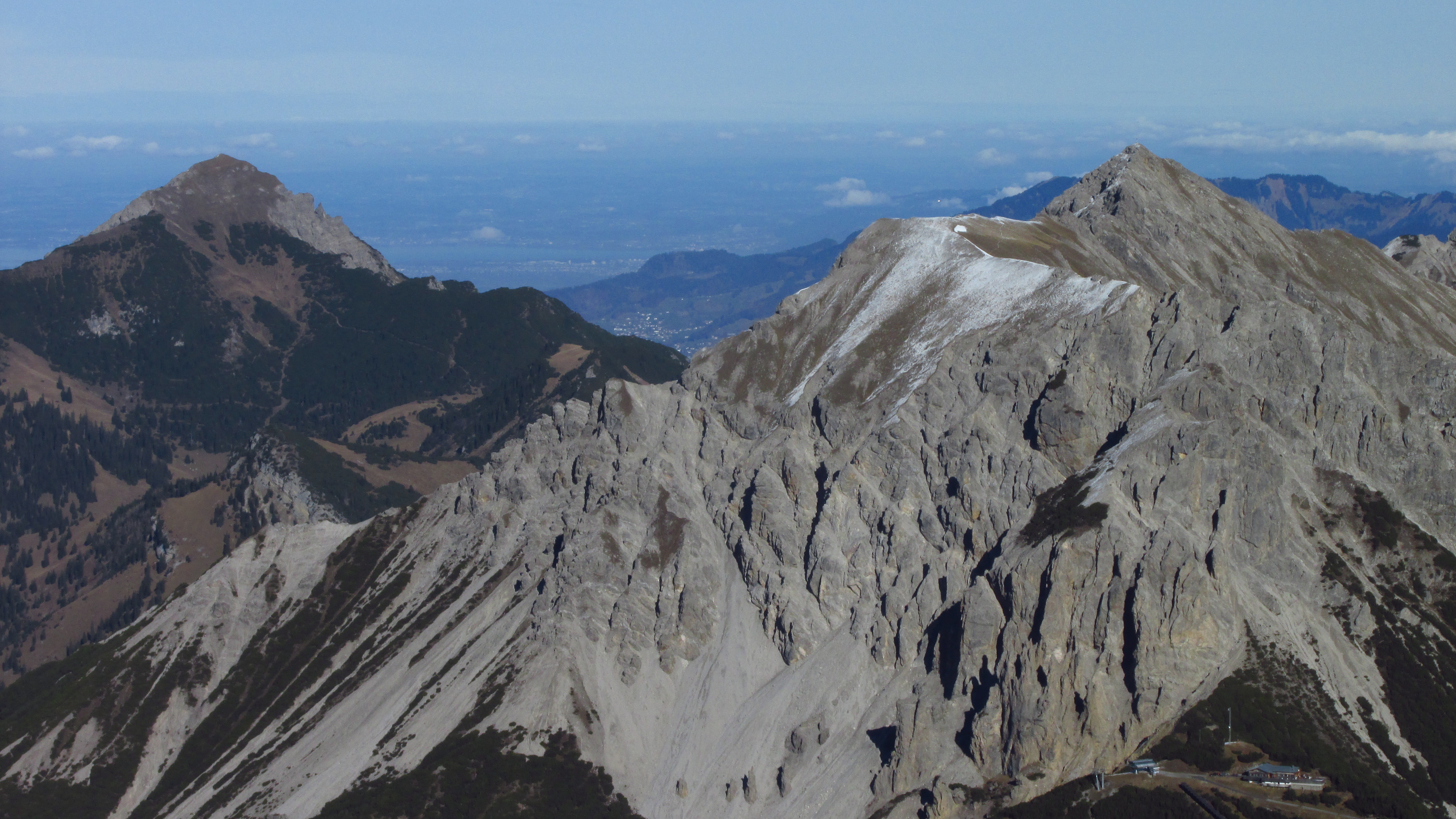
Galinakopf und Ochsenkopf

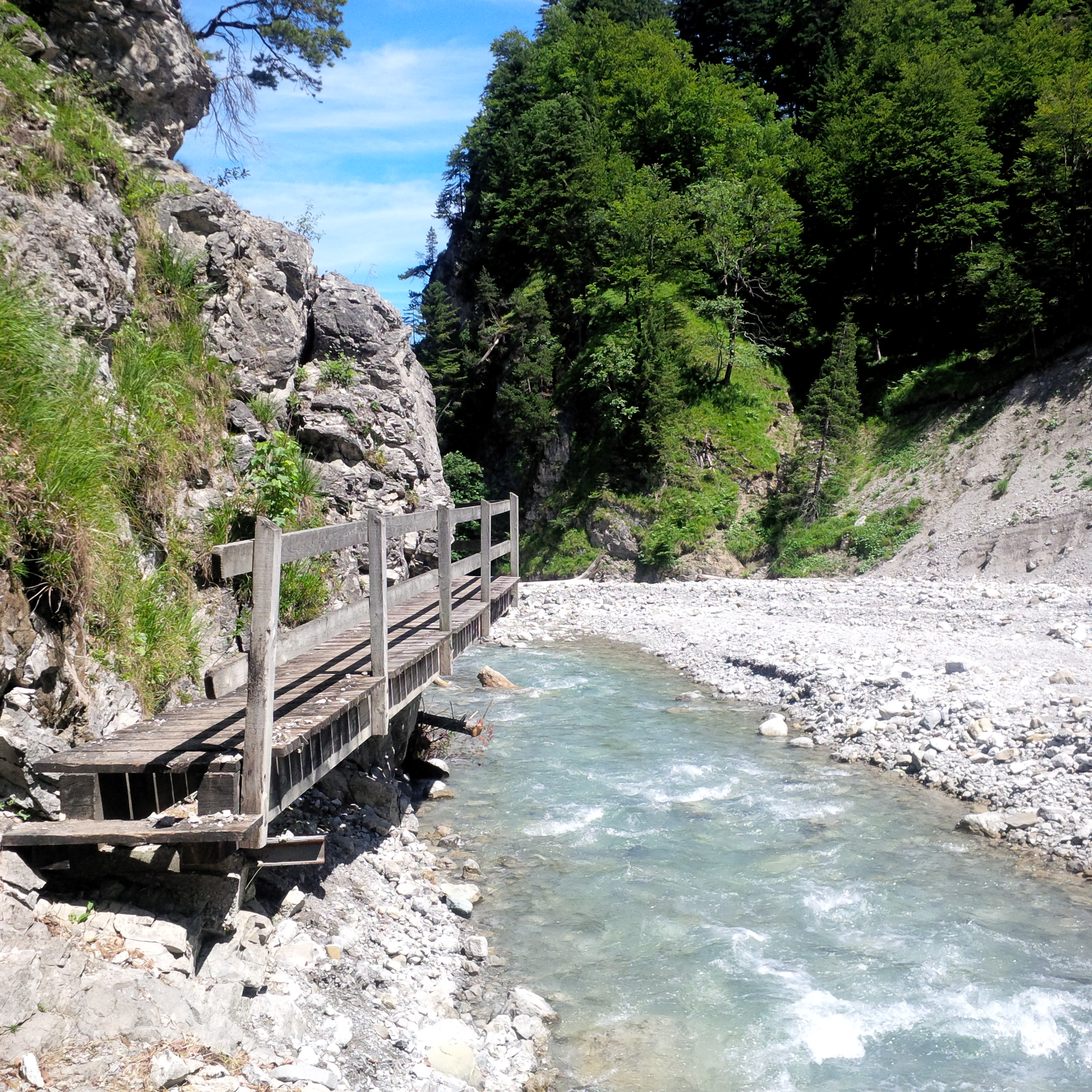
Bei Falleck im Saminatal

Die Galina-Gruppe ist eine kettenförmige Berggruppe und eine Untergruppe des Rätikons in den Ostalpen. Die Grenze zwischen Liechtenstein und Österreich verläuft zu einem großen Teil durch die Galina-Gruppe.

## Einordnung nach SOIUSA
Nach der Einteilung der SOIUSA gehört der Rätikon zu den Zentralen Ostalpen.
| Einordnung nach SOIUSA | Einordnung nach SOIUSA | Einordnung nach SOIUSA   |
| ---------------------- | ---------------------- | ------------------------ |
| Teil                   | II                     | Ostalpen                 |
| Sektor                 | II/A                   | Zentrale Ostalpen        |
| Abschnitt              | 15                     | Westliche Rätische Alpen |
| Unterabschnitt         | 15.VIII                | Rätikon                  |
| Gruppe                 | A.4                    | Falknisgruppe            |
| Untergruppe            | A.4.b                  | Galina-Gruppe            |

## Lage und Umgrenzung

Galina-Gruppe (linke Bildmitte)

Die Galina-Gruppe liegt im österreichischen Bundesland Vorarlberg und in Liechtenstein, südlich des Walgaus und im Südosten von zwischen dem Gamperdonatal im Osten und dem Saminatal im Westen. Die Bergkette zieht von Frastanz nach Süden Richtung Naafkopf, der politisch das Dreiländereck Österreich/Schweiz/Liechtenstein bildet. Der Naafkopf selbst wird aber bereits zur Untergruppe Naafkopf-Falknis-Kette gezählt und gehört zum Hauptkamm des Rätikons.
Die Umgrenzung der Galina-Gruppe verläuft von Norden im Uhrzeigersinn entlang der Linie Ill – Meng (Gamperdonatal) – Vermalesbach – Bettlerjoch – Valünerbach – Samina – Ill.
|                        | Walserkamm (Bregenzerwaldgebirge) |                  |
| Drei Schwestern-Gruppe |                                   | Fundlkopf-Gruppe |
|                        | Naafkopf-Falknis-Kette            |                  |

## Berge und Sättel
Die Hauptkette verläuft von Frastanz im Walgau südwärts.
| Gipfel/Sattel     | Höhe m ü. A. | Anmerkungen |
| ----------------- | ------------ | --- |
| Gurtisspitze      | 1778         | |
| Zäwas-Heil Spitze | 1782         | |
| Spitztälisspitz   | 1730         | westlich auf einem Quergrat liegt der Goppaschrofen (1781 m) |
| Hohe Köpfe        | 2046         | |
| Hohe Köpfe        | 2066         | |
| Zigerbergsattel   | 1884         | |
| Galinakopf        | 2198         | Nebengrat nach Westen zum Langspetz (2050 m) Nebengrat nach Nordosten zu Lohnspitz (1758 m) |
| Wurmtalkopf       | 2006         | |
| Guschgfieljoch    | 1862         | Wanderweg von Liechtenstein nach Österreich |
| Mattlerjoch       | 1867         | |
| Scheienkopf       | 2159         | Nebengrat nach Nordost zum Inneren Älpelekopf (2122 m) |
| Bettlerjöchle     | 2028         | |
| Ochsenkopf        | 2286         | |
|                   | 2201         | Südlich des Ochsenkopfes verläuft quer der steile Gamsgrat mit dem Rauhen Berg östlich des Hauptkammes (2106 m), westlich fällt der Grat ab und führt später über das Sassförkle zum Stachlerkopf |
|                   | 2003         | Bergstation des Sessellifts Sareis von Malbun |
| Sareiser Joch     | 1992         | Wanderweg in den Nenzinger Himmel |
| Spitz             | 2187         | |
| Augstenberg       | 2359         | Nebengrat nach Osten zum Gorfion (2308 m) Nebengrat nach Nordwesten zum Silberhorn (2150 m) |
| Bettlerjoch       | 2108         | Übergang zum Naafkopf |

## Charakteristik
Der Rätikon wird zu den östlichen Zentralalpen gezählt, von der Geologie und Charakteristik her ist der Rätikon jedoch eher Teil der Nördlichen Kalkalpen, das gilt insbesondere für die Galina-Gruppe. Die Berggruppe ist geprägt von großen schroffen Felsmassiven. Darunter befinden sich großflächige Schutthalden mit vielen seltenen Pflanzen. Magerwiesen, Hochstauden, Latschen und verschiedene naturnahe Wälder folgen weiter unten. Die Bäche haben teils tiefe steile Schluchten gegraben, die Saminaschlucht, die Mengschlucht, die Schlucht des Gampbaches, das Galinatobel und viele weitere. Diese Bäche mit ihren Einschnitten gliedern die Berggruppe markant. Die Galina entwässert in die Ill, alle anderen östlichen Bäche entwässern in die Meng.
| Hauptkamm     | östliche Bäche und Seitenkämme mit Bergen                                   | Anmerkungen                 |
| ------------- | --------------------------------------------------------------------------- | --------------------------- |
| Galinagrat    | Galina                                                                      | Galinaalpe, Sattelalpe      |
| Galinakopf    | Galinasättele – Galinagrätle – Lohnspitz – Gampberg                         |                             |
|               | Gampbach mit Gamptobel                                                      | Innergampalpe               |
| Scheienkopf   | Innerer Älpelekopf – Äußerer Älpelekopf – Jochgrat mit Bärenloch – Eckskopf |                             |
| Bettlerjöchle |                                                                             | Ochsenalpe                  |
| Ochsenkopf    | Klammertal – Burgfläschtobel                                                |                             |
|               | Gamsgrat – Rauher Berg – Ruchberggrat                                       |                             |
| Sareis        | Trübbach                                                                    | Alpe Sareis                 |
| Sareiser Joch | Schwiwäldetobel                                                             |                             |
|               | Stafeldonbach                                                               | Alpe Stafeldon              |
| Augstenberg   | Gorfion                                                                     |                             |
| Bettlerjoch   | Vermalesbach                                                                | Alpe Vermales, Pfälzerhütte |

Die westlichen Bäche entwässern in die Samina. Das Valorschtal und das Malbuntal sind größere und längere Täler in Liechtenstein.
| Hauptkamm    | westliche Bäche und Seitenkämme mit Bergen           | Anmerkungen                                                                                |
| ------------ | ---------------------------------------------------- | ------------------------------------------------------------------------------------------ |
| Gurtis       | Bazora                                               | Ortschaft am nördlichen Hang des Hauptkammes, kleines Schigebiet, Bazoraalpe, Gavaduraalpe |
| Gurtisspitze | Gavadurabach                                         |                                                                                            |
| Obere Tür    | Goppaschrofen                                        |                                                                                            |
|              | Goppatobel                                           |                                                                                            |
| Hohe Köpfe   | Haarkopf                                             |                                                                                            |
| Galinagrat   | Zigerbergbach mit Klustobel                          |                                                                                            |
| Galinakopf   | Langpetz (=Zigerbergkopf) – Hächlaköpfe – Falleck    | Staatsgrenze                                                                               |
| Mattajoch    | Valorschbach                                         | Guschgl Hütte, Alpe Guschgl                                                                |
| Ochsenkopf   |                                                      |                                                                                            |
|              | Gamsgrat – Stachlerkopf – Drei Kapuziner – Schönberg |                                                                                            |
| Spitz        | Malbunbach                                           | Ortschaft Malbun, Wintersportort, Schigebiet                                               |
| Augstenberg  | Silberhorn – Nospitz – Kirchlespitz                  |                                                                                            |
| Bettlerjoch  | Valünerbach Naaftal                                  |                                                                                            |

## Siedlungen
Ganz im Norden liegen die Walgauer Marktgemeinden Frastanz und Nenzing. Die kleine Ortschaft Gurtis liegt auf der Anhöhe unterhalb der Gurtisspitze. Ansonsten ist der österreichische Teil unbewohnt. Im Nenzinger Himmel ist eine Ferienhaussiedlung, hier sind allerdings nur Nenzinger Bürger bauberechtigt. Im Sommer werden zahlreiche Almen bewirtschaftet.
In Liechtenstein befinden sich die Orte Steg und Malbun im Südwesten der Galina-Gruppe.

## Naturschutzgebiete
Die Galina-Gruppe ist mit Ausnahme von Malbun und den Randgebieten kaum erschlossen. Die Straße ins Gamperdonatal ist nur für Berechtigte offen, im Winter ist sie komplett gesperrt und nicht befahrbar wegen Schnee und Felsstürzen. Ins Saminatal in Österreich führt nur eine Forststraße für Berechtigte bis zur Staatsgrenze bei Falleck. Danach geht nur ein Wanderweg weiter. In Steg weitet sich das Tal, hier kommt eine Straße von Vaduz und Triesenberg über den Stegertunnel und führt weiter nach Malbun. Ansonsten gibt es im gesamten Gebiet nur wenige Güterwege zu den Almen, einige Forstwege und mehrere Wanderwege. Sehr große Areale sind nicht begehbar. Dadurch ist die Galina-Gruppe ein wertvolles Rückzugsgebiet für Wildtiere. Die Großraumbiotope Nenzinger Himmel, Hinteres Saminatal und Hinteres Galinatal sind besonders vielfältig und naturnah. Die Spirkenwälder wurden teilweise zu Natura-2000-Gebieten erklärt.
Die Schutzgebiete sind je nach Staat unterschiedlich geregelt.

### Österreich
- Europaschutzgebiet Alpenmannstreu Gamperdonatal
- Europaschutzgebiet Spirkenwälder Saminatal
- Europaschutzgebiet Spirkenwälder Innergamp
- Pflanzenschutzgebiet Nenzinger Himmel[4]

### Liechtenstein
In Liechtenstein befinden sich Wildruhezonen mit Betretungsverbot vom 15. Dezember bis zum 15. April:
- Wildruhezone Schlucher
- Wildruhezone Tschugga
- Wildruhezone Löcher
- Wildruhezone Rot Wand[5]